# Erzgebirgsvorland
Koordinaten: 50° 54′ 0″ N, 13° 0′ 0″ O
Als Erzgebirgsvorland bezeichnet man einen Landschaftsstreifen in Sachsen, der sich nördlich des Erzgebirges hinzieht. In der Hauptsache befindet es sich im Landkreis Zwickau, der Stadt Chemnitz, im Landkreis Mittelsachsen und südlich von Dresden. Es erreicht westlich von Chemnitz eine Höhe von 484 m (Langenberger Höhe).

## Naturräumliche Gliederung
Nach der bis in die 1990er-Jahre fortgeschriebenen Gliederung von Naturräumen nach dem System des Handbuchs der naturräumlichen Gliederung Deutschlands der ehemaligen Bundesanstalt für Landeskunde (oft zitiert: nach Meynen)  wurde diese Einheit Erzgebirgsvorland genannt, die wiederum innerhalb der Großregion Norddeutsches Tiefland den Lößbörden zugerechnet wurde. Danach unterschied man (Haupteinheiten nach Meynen, bzw. in Klammern nach BfN):
- 45 (Teil von D19) Erzgebirgsvorland
  - 450 Mittelsächsisches Lößlehmhügelland (nordöstlich von Chemnitz, Teil des Naturraumes (im sächsischen Sinne) Mulde-Lösshügelland)
  - 451 Erzgebirgisches Becken
  - 452 Oberes Pleißeland (westlich, um Crimmitschau; nach heutiger Kategorisierung Teil des Erzgebirgischen Beckens)

Die bis 2001 mit der Erarbeitung einer Grundlage für die Landesentwicklungsplanung des Freistaates Sachsens befasste Arbeitsgruppe „Naturhaushalt und Gebietscharakter“ der Sächsischen Akademie der Wissenschaften zu Leipzig ordnete das Erzgebirgsvorland teils neu. Nach dieser von den Landesbehörden später weitgehend übernommenen Gliederung sind das Erzgebirgische Becken und das Obere Pleißeland nun dem Naturraum Erzgebirgsbecken zugerechnet, während der Begriff Erzgebirgsvorland hier nicht mehr gebraucht wird.
Nordöstlich von Chemnitz schiebt sich ein schmaler Streifen des Mulde-Lösshügellandes zwischen den Elbtalkessel und das Osterzgebirge.